# 指针 (用户界面)

常見指標（放大效果）

指针是個人電腦WIMP人机交互使用的计算机屏幕或其他显示设备上的符号或图形，以响应定点设备（如鼠标、触摸板、數位筆）的移动。指针给出了用户动作发生的位置点。指针不同于表示键盘输入插入位置的游標或称插入点（caret）。

## 外观

表示等待的指针使用沙漏外观

最常见的指针外观是“有角度的箭头”（angled arrow）。不垂直是因为以前需适应低分辨率屏幕。 
指针的作用点（hotspot）是一个像素位置点，用于定位点击或拖放操作的作用点。
在许多GUI系统，在屏幕上移动鼠标，遇到其他屏幕热点区域时，指针会根据相应的环境改变外观。例如： 
- 在文本环境下，可用指针选择一段文字或者改变插入位置（caret）。指针会显示成类似于大写的无衬线“I”的外观，称为I-beam。
- 显示文档时，指针可能显示为一只手，5只手指均伸出。按下鼠标按钮后指针外观改变为5只手指收回蜷曲，这时可以拖放指针以改变显示范围。
- 编辑图像时，指针显示为当前图形编辑工具的外观，如刷子、笔、油漆桶（paint bucket）等。
- 指针在窗口的边框或四角时，常显示为水平或垂直或对角线倾斜的双箭头外观以提示用户可拖放鼠标改变窗口尺寸。
- 当计算机执行任务不能响应用户输入，在相应窗口上的显示等待状态的指针在Windows Vista之前是个沙漏外观，Windows Vista及之后是旋转的环（spinning ring）外观。classic Mac OS上使用手表外观。macOS是spinning pinwheel（英语：spinning pinwheel）。
- 指针在超链接上，外观改为一只手，食指伸出。也可能弹出提示框。当指针离开超链接区域时，提示信息消失。
- Windows 7引入了Windows Touch，以更好支援触摸屏用户体验。touch指针不同于鼠标指针，有自己的一套外观与Windows消息、API处理函数。

### 指针尾迹与动画
指针尾迹用于增强可见性。自Windows 3.1以后的版本都有此功能，但默认不打开此功能.
指针动画存在安全隐患。

## 指针编辑器
指针编辑器是一类软件，能够修改像素，设置指针作用点，增加或删除帧以制作动画指针。